# HSUPA
High Speed Uplink Packet Access - é um protocolo da família HSPA com velocidades de UP-Link superiores a 5.76Mbit/s.
Essa tecnologia foi desenvolvida para lidar com a crescente demanda por velocidades de upload mais rápidas, especialmente com o aumento do uso de aplicativos e serviços que envolvem o envio de dados, como compartilhamento de mídia social, upload de fotos e vídeos, e videoconferência. O HSUPA oferece taxas de upload significativamente mais rápidas em comparação com o UMTS convencional, permitindo uma experiência de usuário mais fluida e eficiente para atividades que dependem de uploads de dados.

O HSUPA é uma das tecnologias-chave que contribuíram para a transição das redes móveis de terceira geração (3G) para as redes de quarta geração (4G), ao melhorar a capacidade de transmissão de dados tanto no sentido de downlink (download) quanto no sentido de uplink (upload). Essa tecnologia desempenhou um papel importante no avanço das comunicações móveis, oferecendo uma conectividade mais rápida e confiável para os usuários em todo o mundo.